# Sido (Incheon)
Sido är en ö i Sydkorea.   Den ligger i provinsen Incheon, i den nordvästra delen av landet, 50 km väster om huvudstaden Seoul. Arean är 2,5 kvadratkilometer.
Terrängen på Sido är platt. Öns högsta punkt är 97 meter över havet. Den sträcker sig 3,4 kilometer i nord-sydlig riktning, och 2,4 kilometer i öst-västlig riktning.  Trakten runt Sido består i huvudsak av gräsmarker.